# Давлатов, Исмоил
Исмоил Давлатов (тадж. Исмоил Давлатов; 25 декабря 1946, село Сагирдашт, Дарвазского района, ГБАО, Таджикская ССР — 26 ноября 2000, Душанбе, Таджикистан) — таджикский государственный деятель, экономист, доктор экономических наук (1986), профессор (1989). Министр образования Таджикистана (1990—1992 гг.).

## Биография
Родился 15 декабря 1946 года.
Окончил в 1963 году Орджоникидзеобадский районный статистический техникум и в 1969 году Таджикский государственный университет имени В. Я. Ленина.
После окончания работал в ТГУ им. Ленина старшим лаборантом кафедры политической экономии. В 1972—1975 годах учился в аспирантуре того же вуза, в 1975—1983 годах работал старшим преподавателем, доцентом кафедры политической экономии Таджикского государственного университета имени В. Я. Ленина, в 1984—1986 гг. — докторант Ленинградского финансово-экономического института, в 1986—1988 гг. — заведующий кафедрой политической экономии Таджикского государственного университета имени В. Я. Ленина.
В 1988—1990 — ректор Таджикского государственного университета имени В. Я. Ленина.
В 1990—1992 гг. — министр образования Таджикистана. В 1993—1994 годах — заместитель министра образования республики, в 1994—1997 годах — министр охраны природы, председатель Таможенного комитета республики.

## Работы
- Интеграсияи байнирегионалӣ дар системаи иқтисодии сотсиализм. — Д., 1986;
- Иқтисоди бозаргонӣ. Китоби дарсӣ. — Д., 1994 (ҳаммуаллиф);
- Межрегиональная интеграция в экономической системе социализма. — Д., 1987;
- Таджикистана в общесоюзной кооперации труда. — Д., 1979;
- Экономика Таджикистана за годы Советской власти. — Д., 1987;
- Дар организми ягонаи хоҷагӣ. — Д., 1983;
- Иқтисодиёти Тоҷикистон дар солҳои Ҳокимияти Советӣ. — Д.,1987;
- Таҳлили ҳисоботи нави бухгалтерӣ. — Д., 1993.